# 2019 MO
2019 MO, предварительное обозначение A10eoM1 — небольшой околоземный астероид диаметром около 3 м, столкнувшийся с Землёй 22 июня 2019 года приблизительно в 21:30 UT. Объект был обнаружен по инфразвуковым волнам и образовал болид мощностью 5 кт над южным побережьем Пуэрто-Рико. Эллипсоид рассеяния простирается над Карибским морем.
Астероид должен был достигнуть перигелия орбиты в конце июля, но столкнулся с Землёй. Возможно, объект принадлежал семейству Алинды и двигался в резонансе 3:1 с Юпитером.

## Обнаружение
Астероид был открыт системой ATLAS-MLO 22 июня 2019 года и наблюдался 4 раза при дуге наблюдения 30 минут. Такая короткая дуга наблюдения не позволяет точно определить, насколько объект далеко и какого он размера. По четырём наблюдениям система JPL Scout классифицировала риск соударения как незначительный, но по вычислениям диаметр астероида составил 160 метров при абсолютной звёздной величине 21,6 и оценке альбедо 0,15, а по оценкам астероид должен был пройти на расстоянии 36 радиусов лунной орбиты от Земли (14 млн км). Когда информация о карибском болиде поступила от метеорологического спутника GOES-16, стало возможным сопоставление астрометрии ATLAS с его данными. Позднее были обнаружены три наблюдения астероида ещё до официального открытия, данные были получены в обзоре Pan-STARRS; по данным о 7 наблюдениях на дуге наблюдения длиной 2 часа получена более точная орбита, вероятность столкновения отмечалась как «повышенная». Обновлённая версия орбиты показала, что астероид находился на расстоянии 1,3 радиуса лунной орбиты в момент его наблюдения ATLAS-MLO за 12 часов до соударения.

## Наблюдения
Астероид находился в противостоянии в 175 градусах от Солнца 17 мая 2019 года при видимой звёздной величине 27. Такой слабый астероид требует 10-часовой экспозиции для обнаружения объекта на крупном 8-метровом телескопе. Pan-STARRS является телескопом 1,8-метрового класса с 30-секундной экспозицией и ограничением на видимую звёздную величину 23. ATLAS обладает ограничением на видимую звёздную величину 19. До 19 июня астероид не становился ярче видимой звёздной величины 23, когда он был на расстоянии не ближе 4 млн км от Земли. Астероид был обнаружен обзором ATLAS, когда видимая звёздная величина стала равной 18,1.
Другие астероиды, открытые до соударения, включают 2008 TC3, 2014 AA и 2018 LA.